# Schema von Zufallsvariablen
Ein Schema von Zufallsvariablen, auch Dreiecksschema genannt, bezeichnet in der Wahrscheinlichkeitstheorie eine Verallgemeinerung einer Folge von Zufallsvariablen, bei der die Zufallsvariablen über einen zweiten Index in kleinere Gruppen zusammengefasst werden. Dies hat den Vorteil, dass man gewisse Eigenschaften (Normiertheit, Zentriertheit, Unabhängigkeit) nur für diese Untergruppen fordern muss und nicht für die gesamte Folge und dabei trotzdem noch gewisse Aussagen treffen kann. Schemata von Zufallsvariablen spielen eine Rolle bei dem zentralen Grenzwertsatz von Lindeberg-Feller, einer Verallgemeinerung des zentralen Grenzwertsatzes für Partialsummen von Schemata von Zufallsvariablen.

## Definition
Für jedes {\displaystyle n\in \mathbb {N} } sei ein {\displaystyle k_{n}\in \mathbb {N} } gegeben und Zufallsvariablen {\displaystyle X_{n,1},\dots ,X_{n,k_{n}}}. Dann heißt
{\displaystyle (X_{n,l})=(X_{n,l},\,l=1,\dots ,k_{n}{\text{ für }}n\in \mathbb {N} )}
ein Schema von Zufallsvariablen. Die Zufallsvariablen werden also immer in Gruppen der Größe {\displaystyle k_{n}} zusammengefasst.

## Beispiel
Gegeben sei eine Folge {\displaystyle (Y_{n})_{n\in \mathbb {N} }} unabhängig identisch verteilter Zufallsvariablen. Wir setzen der Einfachheit halber {\displaystyle k_{n}=4} für alle {\displaystyle n\in \mathbb {N} }. Die Gruppen bestehen also alle aus 4 Zufallsvariablen. Das Schema sei nun definiert als
{\displaystyle X_{n,l}=\sum _{i=n(l-1)+1}^{nl}Y_{i}}.
Es werden also immer Teilsummen der Folgen gebildet, welche die Länge {\displaystyle n} haben und sich gegenseitig nicht überlappen. Ausgeschrieben würde das Schema so aussehen:
{\displaystyle {\begin{matrix}&l=1&l=2&l=3&l=4\\n=1&Y_{1}&Y_{2}&Y_{3}&Y_{4}\\n=2&Y_{1}+Y_{2}&Y_{3}+Y_{4}&Y_{5}+Y_{6}&Y_{7}+Y_{8}\\n=3&Y_{1}+Y_{2}+Y_{3}&Y_{4}+Y_{5}+Y_{6}&Y_{7}+Y_{8}+Y_{9}&Y_{10}+Y_{11}+Y_{12}\end{matrix}}}

## Präzisierungen
Wie auch bei Folgen von Zufallsvariablen lassen sich für Schemata von Zufallsvariablen noch einige Präzisierungen des Begriffs angeben.

### Unabhängiges Schema
Ein Schema von Zufallsvariablen heißt ein unabhängiges Schema, wenn für alle {\displaystyle n\in \mathbb {N} } die Zufallsvariablen {\displaystyle (X_{n,l})_{l=1,\dots ,k_{n}}} stochastisch unabhängig sind.

### Zentriertes Schema
Ein Schema von Zufallsvariablen heißt ein zentriertes Schema, wenn {\displaystyle \operatorname {E} (X_{n,l})=0} ist für alle {\displaystyle n,l}.

### Normiertes Schema
Ein Schema von Zufallsvariablen heißt ein normiertes Schema, wenn für alle {\displaystyle n\in \mathbb {N} } gilt, dass
{\displaystyle \sum _{l=1}^{k_{n}}\operatorname {Var} (X_{n,l})=1}
ist.

### Asymptotisch vernachlässigbares Schema
Ein zentriertes Schema von Zufallsvariablen heißt asymptotisch vernachlässigbares Schema, wenn
{\displaystyle \lim _{n\to \infty }\max _{1\leq l\leq k_{n}}P(|X_{n,l}|>\varepsilon )=0}
ist für jedes {\displaystyle \epsilon >0}.

### Beispiele
- Das oben betrachtete Schema ist ein unabhängiges Schema, denn Teilsummen von Folgen unabhängiger Zufallsvariablen, die keine Summanden gemeinsam haben, sind wieder unabhängig. Hat {\displaystyle Y_{1}} den Erwartungswert 0, so haben auch alle Teilsummen den Erwartungswert 0 und damit handelt es sich dann auch um ein zentriertes Schema. Über Normiertheit oder asymptotische Vernachlässigbarkeit lässt sich ohne weitere Angaben über die Zufallsvariablen nichts aussagen.
- Ist {\displaystyle (Y_{n})_{n\in \mathbb {N} }} eine Folge unabhängig identisch verteilter Zufallsvariablen mit gemeinsamen Erwartungswert {\displaystyle \operatorname {E} (Y_{n})=\mu } und Varianz {\displaystyle \operatorname {Var} (Y_{n})=\sigma ^{2}}, dann ist durch

{\displaystyle X_{n,l}={\frac {Y_{l}-\mu }{\sigma {\sqrt {n}}}}}
mit {\displaystyle n\in \mathbb {N} }, {\displaystyle l=1,\dotsc ,n} ein unabhängiges, zentriertes, normiertes und asymptotisch vernachlässigbares Schema gegeben.